# Serrat del Sitial
La Serrat del Sitial és una serra situada entre els municipis de Camarasa i de Cubells a la comarca de la Noguera, amb una elevació màxima de 487 metres.